# (11658) 1997 EQ17
1997 إي كيو 17 (ويعرف أيضًا باسم (11658) 1997 إي كيو 17 وفق تسمية الكوكب الصغير) (بالإنجليزية: 1997 EQ17)‏ هو كويكب ضمن حزام الكويكبات؛ وترتيبه 11658 من حيث الاكتشاف.
اكتُشف هذا الجُرم الفلكي بواسطة هيروشي كانيدا في 1 مارس 1997.

## وصلات خارجية
- (11658) 1997 EQ17 في قاعدة بيانات مختبر الدفع النفاث لأجرام النظام الشمسي الصغيرة

- الاكتشاف · مخطط المدار ·  العناصر المدارية · المعلمات المادية

- (11658) 1997 EQ17 على موقع ويكي سكاي: DSS2, SDSS, GALEX, IRAS, Hydrogen α, X-Ray, Astrophoto, Sky Map, Articles and images